# Specialoperationsförband
Specialoperationsförband är särskilt uttagna, utbildade och utrustande enheter vars uppgift är stödja en militär specialoperation med logistik, kommunikation, teknik och sjukvård.

## Sverige
I Sverige ingår specialoperationsförbanden i Försvarsmaktens specialförband. Kärnförbandet inom specialförbandssystemet utgörs av Särskilda operationsgruppen (SOG). Specialoperationsförbanden består av följande enheter:
| Emblem | Enhet                                | Funktion                                                             |
| ------ | ------------------------------------ | -------------------------------------------------------------------- |
|        | Särskilda fallskärmsenheten (SFE)    |                                                                      |
|        | Särskilda helikoptergruppen (SHG)    | Transport, understöd, spaning samt underrättelseinhämtning.          |
|        | Sektionen för operativ teknik (SOT)  | Tekniskt stöd och kompetens inom data, radioteknik samt IT.          |
|        | Särskilda sambandsenheten (SSE)      | Ledningssystemstöd.                                                  |
|        | Sjötransportenheten (STE)            | Taktiska sjötransporter, understödjande eld och transport av sårade. |
|        | Särskilda transportflyggruppen (STG) | Strategiska och taktiska transporter.                                |
|        | Särskilda logistikenheten (SLE)      |                                                                      |

Utöver ovanstående enheter finns också särskilda enheter för sjukvårdsstöd. 
Internationellt är ofta jägarförbanden klassade som specialoperationsförband till exempel amerikanska US Army Rangers eller brittiska Special Forces Support Group som understödjer eller förstärker specialförbanden Delta Force respektive Special Air Service i specialoperationer.